# Rushville (Illinois)
Rushville é uma cidade localizada no estado americano de Illinois, no Condado de Schuyler.

## Demografia
Segundo o censo americano de 2000, a sua população era de 3212 habitantes.
Em 2006, foi estimada uma população de 3123, um decréscimo de 89 (-2.8%).

## Geografia
De acordo com o United States Census Bureau tem uma área de
4,1 km², dos quais 4,1 km² cobertos por terra e 0,0 km² cobertos por água.

## Localidades na vizinhança
O diagrama seguinte representa as localidades num raio de 20 km ao redor de Rushville.